# طاويق (نرغسان)
طاویق (بالفارسية: طاویق) هي منطقة سكنية تقع في إيران في قسم نرغسان الریفي. يقدر عدد سكانها بـ 0 نسمة بحسب إحصاء 2016.